# Генералштаб Војске Србије
Генералштаб Војске Србије (ГШ ВС) највиши је стручни и штабни организациони део за припрему и употребу Војске Србије у миру и рату.

## Састав
| Функција                                                       | Фотографија | Име и презиме     | Чин                 | Вид                   |
| -------------------------------------------------------------- | ----------- | ----------------- | ------------------- | --------------------- |
| Начелник Генералштаба                                          |             | Милан Мојсиловић  | Генерал             | Копнена војска        |
| Заменик Начелника Генералштаба                                 |             | Тиосав Јанковић   | Генерал-потпуковник | Ратно ваздухопловство |
| Командант Копнене војске                                       |             | Зоран Насковић    | Генерал-мајор       | Копнена војска        |
| Командант Ратног ваздухопловства и противваздухопловне одбране |             | Бране Крњајић     | Генерал-мајор       | Ратно ваздухопловство |
| Командант Команде за обуку                                     |             | Драгиша Златковић | Бригадни генерал    | Копнена војска        |
| Командант Гарде                                                |             | Жељко Фурунџић    | Бригадни генерал    | Копнена војска        |
| Командант 72. бригаде за специјалне операције                  |             | Мирослав Талијан  | Бригадни генерал    | Копнена војска        |
| Командант 63. падобранске бригаде                              |             | Александар Ступар | Пуковник            | Копнена војска        |

## Организација
- Начелник генералштаба
  -     - Кабинет НГШ
    - Заменик НГШ
    - Здружена оперативна команда
    - Ј-1 Управа за људске ресурсе
    - Ј-2 Управа за извиђачко-обавештајне послове
    - Ј-3 Управа за оперативне послове
    - Ј-4 Управа за логистику
    - Ј-5 Управа за планирање и развој
    - Ј-6 Управа за телекомуникације и информатику
    - Ј-7 Управа за доктрину
    - Ј-8 Одељење за финансије
    - Ј-9 Одељење за цивилно-војну сарадњу
    - Управа Војне полиције

  - Копнена војска
  - Ваздухопловство и противваздухопловна одбрана
  - Команда за обуку

### Јединице Генералштаба
- Гарда Војске Србије
- 72. бригада за специјалне операције
- 63. падобранска бригада
- Одред војне полиције ,,Кобре"
- Централна логистичка база
- Бригада везе
- 224. центар за електронска дејства